# Odžak
Odžak – miasto w Bośni i Hercegowinie, w Federacji Bośni i Hercegowiny, w kantonie posawskim, siedziba gminy Odžak. W 2013 roku liczyło 8259 mieszkańców, z czego większość stanowili Boszniacy.

## Historia
W dniach 19 kwietnia – 25 maja 1945 w regionie miasta toczyły się walki między wojskami NDH a partyzantką komunistyczną, uważane za ostatnią bitwę II wojny światowej stoczoną w Europie.